# Susana Martinez-Conde

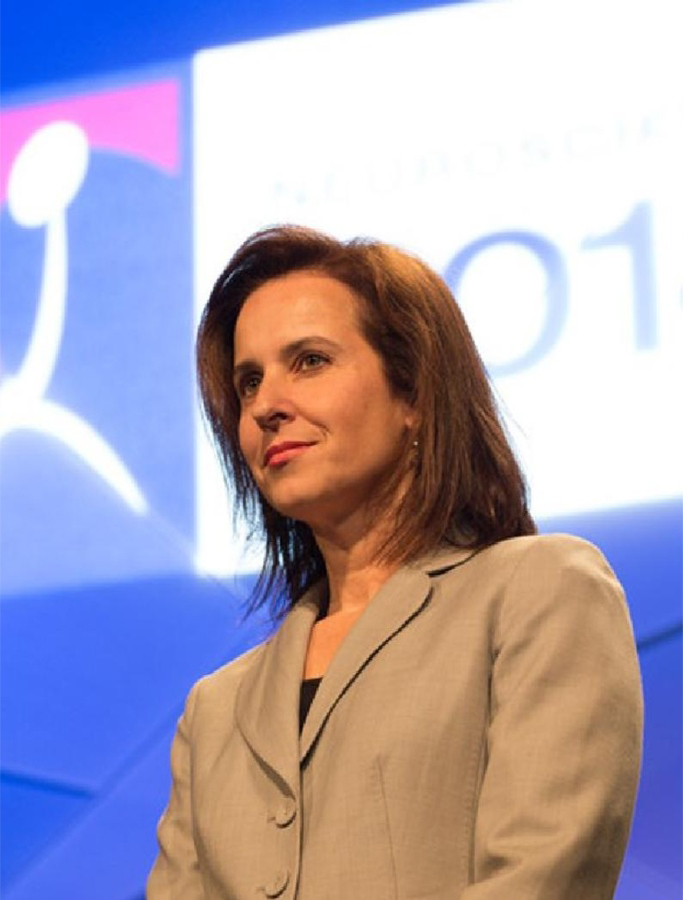
Susana Martinez-Conde

Susana Martinez-Conde (* 1. Oktober 1969 in La Coruña, Spanien) ist eine spanisch-amerikanische Neurowissenschaftlerin.

## Leben
Seit 2014 leitet sie das Laboratory am SUNY Downstate Medical Center in New York.
Martinez-Conde studierte Psychologie an der Universidad Complutense de Madrid und wurde 1996 an der Universidade de Santiago de Compostela promoviert. Es folgte ein Postdoc-Aufenthalt bei David Hubel an der Harvard Medical School, wo sie ab 2001 Instructor in Neurobiologie war. Anschließend forschte und lehrte sie am University College London. 2004 wurde sie zunächst Assistant Professor und dann Associate Professor am Barrow Neurological Institute in Phoenix, Arizona. 2024 wechselte sie nach New York.
Eines ihrer Forschungsgebiete ist die Erforschung der neurowissenschaftlichen Grundlagen der Optischen Täuschungen, zum Beispiel der kinetischen Illusionen in der Op-Art.
Sie war Mitglied im Vorstand der Association for the Scientific Study of Consciousness.
Sie ist mit dem Neurowissenschaftler Stephen L. Macknik (* 1968) verheiratet.

## Auszeichnungen
- 2014: SfN Science Educator Award (dana.org)

## Schriften (Auswahl)
- Martinez-Conde, Susana, Stephen L. Macknik, and David H. Hubel: The role of fixational eye movements in visual perception. Nature reviews neuroscience 5.3 (2004): 229-240.
- Troncoso, X. G., Macknik, S. L., Otero-Millan, J., & Martinez-Conde, S. (2008): Microsaccades drive illusory motion in the Enigma illusion. Poceedings of the National Academy of Sciences, 105(41), 16033-16038.
- Stephen Macknik, Susana Martinez-Conde, Sandra Blakeslee: Sleights of Mind: What the Neuroscience of Magic Reveals about Our Everyday Deceptions (2010) (en.wikipedia.org)
  - dt. Ausgabe: Die Tricks unseres Gehirns : wie die Hirnforschung von den großen Zauberern lernt. Freiburg i.Br.: Kreuz, 2011. Auch: Hirnforschung und Zauberei : wie die Neuromagie die alltägliche Täuschung unserer Sinne enthüllt. Freiburg i.Br.: Herder, 2014.
- Otero-Millan, J., Serra, A., Leigh, R. J., Troncoso, X. G., Macknik, S. L., & Martinez-Conde, S. (2011): Distinctive features of saccadic intrusions and microsaccades in progressive supranuclear palsy. Journal of Neuroscience, 31(12), 4379-4387. (ausgezeichnet mit dem 2011 EyeTrack Award)
- Rieiro, H., Martinez-Conde, S., Danielson, A. P., Pardo-Vazquez, J. L., Srivastava, N., & Macknik, S. L. (2012): Optimizing the temporal dynamics of light to human perception. Proceedings of the National Academy of Sciences, 109(48), 19828-19833.
- Otero-Millan, J., Macknik, S. L., Langston, R. E., & Martinez-Conde, S. (2013): An oculomotor continuum from exploration to fixation. Proceedings of the National Academy of Sciences, 110(15), 6175-6180.
- Martinez-Conde, S., Conley, D., Hine, H., Kropf, J., Tush, P., Ayala, A., & Macknik, S. L. (2015): Marvels of illusion: illusion and perception in the art of Salvador Dali. Frontiers in Human Neuroscience, 9, 496.
- Martinez-Conde, Susana, and Stephen L. Macknik: Art as visual research: kinetic illusions in Op art. Scientific American 25 (2016): 80-87.
- Susana Martinez-Conde, Stephen L. Macknik: Champions of Illusion: The Science Behind Mind-Boggling Images and Mystifying Brain Puzzles. (2017)
- Martinez-Conde, S., McCamy, M. B., Troncoso, X. G., Otero-Millan, J., & Macknik, S. L. (2019): Area V1 responses to illusory corner-folds in Vasarely’s nested squares and the Alternating Brightness Star illusions. PloS one, 14(3), e0210941.
- Alexander, R. G., Venkatakrishnan, A., Chanovas, J., Macknik, S. L., & Martinez-Conde, S. (2021): Microsaccades mediate perceptual alternations in Monet’s “Impression, sunrise”. Scientific Reports, 11(1), 3612.